# Edmond et Lucy
 (juin 2022).
La mise en forme du texte ne suit pas les recommandations de Wikipédia : il faut le « wikifier ».
Les points d'amélioration suivants sont les cas les plus fréquents :
- Les titres sont pré-formatés par le logiciel. Ils ne sont ni en capitales, ni en gras.
- Le texte ne doit pas être écrit en capitales (les noms de famille non plus), ni en gras, ni en italique, ni en « petit »…
- Le gras n'est utilisé que pour surligner le titre de l'article dans l'introduction, une seule fois.
- L'italique est rarement utilisé : mots en langue étrangère, titres d'œuvres, noms de bateaux, etc.
- Les citations ne sont pas en italique mais en corps de texte normal. Elles sont entourées par des guillemets français : « et ».
- Les listes à puces sont à éviter, des paragraphes rédigés étant largement préférés. Les tableaux sont à réserver à la présentation de données structurées (résultats, etc.).
- Les appels de note de bas de page (petits chiffres en exposant, introduits par l'outil «  Source ») sont à placer entre la fin de phrase et le point final[comme ça].
- Les liens internes (vers d'autres articles de Wikipédia) sont à choisir avec parcimonie. Créez des liens vers des articles approfondissant le sujet. Les termes génériques sans rapport avec le sujet sont à éviter, ainsi que les répétitions de liens vers un même terme.
- Les liens externes sont à placer uniquement dans une section « Liens externes », à la fin de l'article. Ces liens sont à choisir avec parcimonie suivant les règles définies. Si un lien sert de source à l'article, son insertion dans le texte est à faire par les notes de bas de page.
- La présentation des références doit suivre les conventions bibliographiques. Il est recommandé d'utiliser les modèles {{Ouvrage}}, {{Chapitre}}, {{Article}}, {{Lien web}} et/ou {{Bibliographie}}. Le mode d'édition visuel peut mettre en forme automatiquement les références.
- Insérer une infobox (cadre d'informations à droite) n'est pas obligatoire pour parachever la mise en page.

Pour une aide détaillée, merci de consulter Aide:Wikification.
Si vous pensez que ces points ont été résolus, vous pouvez retirer ce bandeau et améliorer la mise en forme d'un autre article.
Edmond et Lucy est une série télévisée d'animation française en 52 épisodes de 11 minutes, produite par le studio d'animation indépendant français MIAM ! animation, adaptée de l'œuvre de Marc Boutavant et Astrid Desbordes Edmond et ses Amis publiée aux éditions Nathan (éditions), traduite en 15 langues et commercialisée dans 20 pays. La série est réalisée par François Narboux.
Elle a pour ambition de reconnecter les enfants à la nature, de les éveiller à la richesse et à la diversité de la faune et de la flore en toutes saisons.
C'est la première série animée en adéquation avec son sujet, produite dans une démarche écoresponsable. L'utilisation de Unity (logiciel de rendu 3D temps réel), grâce au travail d'Artefacts Studio, a permis d’atteindre une richesse d’ambiances, de textures, de végétation en phase avec le projet artistique souhaité. Mais aussi de s’affranchir presque entièrement d’une des étapes traditionnellement gourmande en temps et en énergie : le calcul des images 3D (rendering). Ce choix a une double vertu pour le spectateur : la richesse et qualité du rendu d'une part et l'utilisation raisonnée des ressources de l'autre.

## Concept
Edmond l’écureuil et Lucy l’oursonne sont élevés comme frère et sœur dans un majestueux châtaignier, sorte de cité radieuse de la forêt. Jouer et grandir au cœur de la nature, répondre aux énigmes que celle-ci soulève et vivre des aventures au grand air en compagnie de leur famille et amis : Edouard, papa d'Edmond, Mima la grand-mère, Georges Hibou, les souris Polka et Hortense, Mitzi la petite chauve-souris et la Chose… La belle vie !
Edmond et Lucy est une série éco-responsable au sens contemporain du terme : elle vise à reconnecter les enfants et leurs familles au monde vivant, à apprendre à l’observer pour s’en inspirer, à montrer comment s’intéresser, jouer, observer, s’émerveiller, se questionner, toucher, sentir, fabriquer, manipuler, vivre avec.
C’est au contact de la nature qu'Edmond, Lucy et leur bande vont vivre des aventures riches en apprentissages, en expériences et en savoirs qui vont leur permettre de s’améliorer en tant qu’individus et en tant que membres d’une communauté.
La série aborde la nature sous différents angles grâce à plusieurs types d’épisodes :
- Les épisodes bushcraft / faire et construire dans la nature pour susciter la créativité des enfants en lien avec la nature : landart, cuisine, DIY, recyclage créatif, fabriquer des instruments de musique avec des éléments trouvés en forêt, etc.
- Les épisodes aventure et découverte, pour susciter la confiance en soi, le dépassement de soi et inciter les enfants à se lancer à leur tour à l’aventure en forêt
- Les épisodes émotions : pour apprendre à être à l’écoute de la nature, de soi et donc des autres
- Les épisodes biomimétisme : apprendre et s’inspirer de la nature, des récits qu’elle suscite, de la sobriété qu’elle impose
Chaque épisode aborde des grands thèmes de la nature, définis au préalable avec des experts naturalistes : les abeilles et la pollinisation, les arbres et leur réseau de communication, les oiseaux, le potager, l’eau, le biomimétisme et l’adaptation des espèces vivantes, les graines et les cycles de la nature, les sols et l’équilibre de la biodiversité, le land art, le recyclage créatif, la cuisine de saison, la prédation.

## Technique
Très remarquée dans différents festivals et évènements professionnels, Edmond et Lucy est une première mondiale : il s’agit de la première série d’animation de 52 épisodes de 11 minutes, diffusée sur une chaîne linéaire, majoritairement réalisée en 3D temps réel. Un choix technologique qui correspond à une approche artistique et écoresponsable, en cohérence avec le propos de la série.

### Ambition artistique
Pour atteindre l’ambition artistique fixée, à savoir adapter l’univers de Marc Boutavant pour la première fois en 3D et donner vie à la forêt, déclinée en quatre saisons, soumise aux variations météorologies, foisonnante d'insectes et de végétation, un développement technologique a été initié avec l’utilisation d’un moteur de rendu 3D temps réel.

### Ambition eco responsable
L’utilisation du temps réel a permis de réduire l’une des grandes étapes dans la fabrication d’une série 3D, à savoir le temps de calcul des images. Les épisodes sont calculés sur une seule machine, en quelques heures, au lieu d’être calculées sur plusieurs ordinateurs pendant des semaines comme c’est le cas en 3D pré-calculée. Le temps réel permet donc de réduire considérablement la dépense carbone d’une production.

## Les Personnages

### Les deux héros

#### Edmond
Edmond (l’écureuil) est un héros sensible, empathique et altruiste. Astucieux et créatif, il est le partenaire idéal pour partir à l’aventure ! Edmond aime aussi discuter avec sa grand-mère Mima, confectionner des pompons, cuisiner de bonnes recettes et collectionner tout un tas d’objets glanés en forêt. Contrairement à sa sœur, il peut être assez méticuleux et ordonné… tout un défi pour ces deux-là puisqu'ils partagent la même chambre !

#### Lucy
Lucy quant à elle est une petite oursonne intrépide, dynamique et curieuse. Elle aime faire du bruit et on l’y autorise ! Inventive et joyeuse, elle est un véritable moteur dans les aventures. Son humour taquin agace parfois Edmond… mais ils s’aiment profondément et ne peuvent se passer l’un de l’autre très longtemps bêtises !

### Les Copains

#### Hortense et Polka
Polka et Hortense (les souris), sont les plus âgées de la bande d’enfant. L’une est blanche (Polka), l’autre grise (Hortense). Inséparables, les jumelles ont une approche scientifique de la nature ce qui est bien utile pour aider la bande à avancer dans leurs aventures. Leur côté « je sais tout » est parfois un peu agaçant mais entraine des chamailleries souvent très drôles.

#### Mitzi
Mitzi est une petite chauve-souris d’environ 4 ans et comme beaucoup d’enfants de son âge, elle adore imiter les plus grands et est toujours ravie de les suivre dans leurs aventures. Ingénue et directe, elle dit tout haut ce que les autres penses tout bas…ce qui peut parfois compliquer les situations. Mais ces petites maladresses apportent finalement toujours beaucoup de poésie et de comédie.

#### La Chose
La Chose est une grosse boule de poils rose et très douce, parfait pour les câlins. Ne s’exprimant que par des « Apoutch » joyeux, elle aime juste s’amuser dans toutes les situations. Personne ne sait qui elle est ni d’où elle vient et ce n’est pas grave ! En plus d’être un personnage drôle et attachant, La Chose montre que notre petite communauté accepte les bizarreries de chacun.

### Les Adultes

#### Edouard
Edouard, papa de Lucy, est un papa-ours aimant et attentionné. Il est un élément moteur du groupe. Il « court » après les châtaigniers, il cuisine et nourrit tout le monde. Et enfin il garde toute la bande bien au chaud avec des bûches sur le feu et ses éclats de rire !

#### Georges Hibou
Georges est un adulte plein de fantaisie et de créativité, il est différent et l’assume complètement ! Il adore se déguiser ce qui amuse beaucoup les enfants. Adapte du DIY, il leur propose de supers activités avec les objets qu’il a glané dans la nature. Surtout, il pousse Edmond, Lucy et leurs amis à poser un regard artistique sur la nature environnante et à s’en émerveiller

#### Mima
Mima est la grand-mère d’Edmond, c’est la plus âgée de la communauté, la plus sage aussi sans doute, ce qui lui confère une autorité naturelle et bienveillante. Mima n’a rien d’une grand-mère à l’ancienne : elle est dynamique, sportive et sait faire preuve d’humour et de fantaisie. Mima à une grande connaissance de sa forêt et connaît mille légendes et histoires sur la nature. Edmond et Lucy adore venir écouter ses histoires qui stimulent leur imagination !

## Distribution
| Personnages | Voix françaises direction plateau Céline Ronté | Voix anglaises direction plateau Matthew Géczy |
| ----------- | ---------------------------------------------- | ---------------------------------------------- |
| Edmond      | Emmylou Homs                                   | Tiffany Hoffstetter                            |
| Lucy        | Lisa Caruso                                    | Valentina Geczy                                |
| Mitzi       | Emmylou Homs                                   | Tiffany Hoffstetter                            |
| Hortense    | Magali Rosenzweig                              | Tiffany Hoffstetter                            |
| Polka       | Magali Rosenzweig                              | Tiffany Hoffstetter                            |
| La Chose    | Magali Rosenzweig                              | Magali Rosenzweig                              |
| Edouard     | Damien Boisseau                                | Matthew Geczy                                  |
| Georges     | Christophe Lemoine                             | Matthew Geczy                                  |
| Mima        | Magali Rosenzweig                              | Barbara Weber Scaff                            |

## Épisodes
Liste des 52 épisodes :
| No | Titre                      | Storyboard                          | Scénario                                      |
| -- | -------------------------- | ----------------------------------- | --------------------------------------------- |
| 1  | La Ruche-Tronc             | Sandralee Zinzen                    | Balthazar Chapuis, François Narboux           |
| 2  | Le Chene d'Edmond          | Anthony Ferré, Wandrille Maunoury   | Balthazar Chapuis, Christel Gonnard           |
| 3  | Le Retour de Lison         | Juliette Bringtown                  | Balthazar Chapuis, Christel Gonnard           |
| 4  | Les Chevaliers du Potager  | Olivier Schramm, Sandralee Zinzen   | Balthazar Chapuis, Christel Gonnard           |
| 5  | Le Maître de la Pluie      | Olivier Schramm, Terry David        | Balthazar Chapuis, Christel Gonnard           |
| 6  | Le Grand Ménage            | Olivier Schramm, Juliette Bringtown | Sophie Girard, Johan Chiron, François Narboux |
| 7  | Le Vieux Doudou            | Serge Tanguy                        | Juliette Turner                               |
| 8  | La Balade Nocturne         | Sandralee Zinzen                    | Balthazar Chapuis, François Narboux           |
| 9  | L'Oisillon                 | Fabrice Hagmann                     | Morgan Riester                                |
| 10 | Le Goûter pour les Grands  | Olivier Schramm, Sandralee Zinzen   | Balthazar Chapuis, François Narboux           |
| 11 | Le Monstre de l'Hiver      | Olivier Schramm                     | Morgan Riester                                |
| 12 | La Marche du Pompon        | Olivier Schramm                     | Marie Garcias                                 |
| 13 | La Fleur de Mima           | Sandralee Zinzen                    | Juliette Turner                               |
| 14 | La Musique Verte           | Maxime Mauboussin                   | Marie Garcias                                 |
| 15 | Le Chant du Pinson         | Stéphane Loncan                     | Sophie Girard, Johan Chiron, François Narboux |
| 16 | Le Jour du Troc            | Olivier Schramm, Juliette Bringtown | Balthazar Chapuis, François Narboux           |
| 17 | La Chasse aux Surprises    | Jérémy Klein                        | Juliette Turner                               |
| 18 | La Fête du Miel            | Sandralee Zinzen                    | Balthazar Chapuis, François Narboux           |
| 19 | Les Graines Mystérieuses   | Hülya Guç                           | Sophie Girard, Johan Chiron, François Narboux |
| 20 | Les Pierres à Histoires    | Hülya Guç                           | Balthazar Chapuis, François Narboux           |
| 21 | La Rivière aux Pierres     | Ida Pulicani, Sandralee Zinzen      | Adrien Maillard                               |
| 22 | L'Invasion                 | Sandralee Zinzen                    | Pierre-Gilles Stehr                           |
| 23 | Les Vieux Souvenirs        | Jérémy Klein                        | Xavier Vairé                                  |
| 24 | L'Art de la Discrétion     | Sandralee Zinzen                    | Balthazar Chapuis                             |
| 25 | Le Dragon Ephémère         | Stéphanie Gantois                   | Carole Bonvalot, Albert Pereira Lazaro        |
| 26 | Le Dîner Pourri            | Claire Dufresne                     | Sophie Girard, Johan Chiron                   |
| 27 | L'Etonnant Cerplumard      | Sandralee Zinzen                    | Adrien Maillard                               |
| 28 | La Créature Fantastique    | Claire Dufresne                     | Carole Bonvalot, Albert Pereira Lazaro        |
| 29 | L'Armée de l'Hiver         | Sandralee Zinzen                    | Pierre-Gilles Stehr                           |
| 30 | Le Bol et la Guêpe         | Stéphane Loncan                     | Balthazar Chapuis                             |
| 31 | Le Trésor Caché            | Claire Dufresne                     | Jean-Philippe Robin, Nicolas Schiavi          |
| 32 | L'Hiver Surprise           | Sandralee Zinzen                    | Xavier Vairé                                  |
| 33 | La Fête du Partage         | Sandralee Zinzen                    | Guillaume Mautalent, Sébastien Oursel         |
| 34 | La Disparition de Mathilde | Sandralee Zinzen                    | Carole Bonvalot, Albert Pereira Lazaro        |
| 35 | Le Petit Peuple de la Mare | Stéphanie Gantois                   | Balthazar Chapuis                             |
| 36 | La Maison de Famille       | Stéphane Loncan                     | Adrien Maillard                               |
| 37 | Le Chef de l'Affût         | Stéphanie Gantois                   | Jean-Philippe Robin, Nicolas Schiavi          |
| 38 | Le Fil à la Patte          | Amaury Allaire                      | Sophie Girard, Johan Chiron                   |
| 39 | Les Pénibles               | Sandralee Zinzen                    | Pierre-Gilles Stehr                           |
| 40 | La Piste du Loup           | Stéphane Loncan                     | Jean-Philippe Robin, Nicolas Schiavi          |
| 41 | Le Grand Vent              | Nicolas Livet                       | Xavier Vairé, François Narboux                |
| 42 | Le Petit Potager           | Natacha Bernede, Chloé Sutter       | Juliette Turner                               |
| 43 | Le Sentier des Voyageurs   | Céline Foriscetti                   | Adrien Maillard                               |
| 44 | L'Adieur à Perlimpinpin    | Stéphanie Gantois                   | Balthazar Chapuis                             |
| 45 | L'Incendie                 | Céline Foriscetti                   | Jean-Philippe Robin, Nicolas Schiavi          |
| 46 | Les Grandes Chaleurs       | Sandralee Zinzen                    | Guillaume Mautalent, Sébastien Oursel         |
| 47 | Le Parfum des Emotions     | Sandralee Zinzen                    | Balthazar Chapuis, Xavier Vairé               |
| 48 | L'Encyclopédie Inachevée   | Sandralee Zinzen                    | Balthazar Chapuis, Xavier Vairé               |
| 49 | La Châtaigne Magique       | Stéphanie Gantois                   | Jean-Philippe Robin, Nicolas Schiavi          |
| 50 | Le Jour le plus Court      | Céline Foriscetti                   | Balthazar Chapuis, Xavier Vairé               |
| 51 | La Soirée Pyjama           | Sandralee Zinzen                    | Adrien Maillard                               |
| 52 | La Meilleure Journée       | Sandralee Zinzen                    | Balthazar Chapuis, Xavier Vairé               |